# Shorea argentea
Shorea argentea är en tvåhjärtbladig växtart som beskrevs av C. E. C. Fischer. Shorea argentea ingår i släktet Shorea och familjen Dipterocarpaceae. Inga underarter finns listade i Catalogue of Life.